# Justin Apostol
Justin Apostol (n. 14 septembrie 1921 - d. 31 ianuarie 1991, Galați) a fost un portar român de fotbal, care a jucat trei meciuri pentru echipa națională de fotbal a României.[nefuncțională]

A jucat pentru echipele:
- Oțelul Galați (1937-1947)
- Dinamo București (1947-1950)
- Oțelul Galați (1950-1952)